# جاغوار إكس إف
جاغوار إكس إف هي سيارة متوسطة الحجم، سيارة فارهة / صالون رياضي من مصنع السيارات البريطاني جاغوار، أطلقت في معرض فرانكفورت للسيارات عام 2007  قام بتصميمها إيان كالوم.

## أقرأ أيضا
- جاغوار آي-بيس